# Coca d'anís

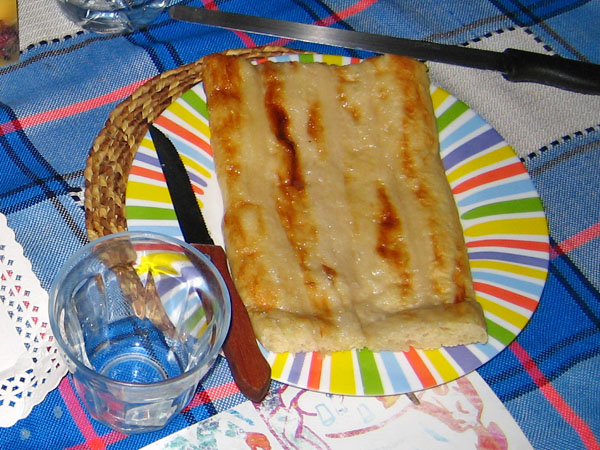
Una ració de coca d'anís feta a Vic, Osona

La coca d'anís és una coca fina, plana i llarga, de pasta mantegosa i farcida d'anís i sucre. també s'espolsa amb sucre. És típica, entre altres comarques, d'Osona.